# Hicham Zerouali
Hicham Zerouali (né le 17 janvier 1977 à Rabat au Maroc où il est mort le 5 décembre 2004) est un footballeur marocain des années 1990 et 2000.

## Biographie
En tant qu'attaquant, Hicham Zerouali fut international marocain à dix-neuf reprises (1999-2004) pour six buts inscrits. Il fit partie des joueurs sélectionnés pour la Coupe du monde de football des moins de 20 ans 1997, mais il ne joua aucun match. Le Maroc fut éliminé en huitièmes-de-finale. Il fit le Tournoi Hassan II de football 2000, inscrivant un but contre la Jamaïque. Il participa aussi à la CAN 2002, où il inscrivit un doublé contre le Burkina Faso au premier tour, mais le Maroc termina troisième du groupe et par conséquent éliminé.
Il joua pour deux clubs marocains (FUS Rabat et FAR de Rabat), un club écossais (Aberdeen Football Club) et un club saoudien (Al Nasr Riyad), remportant des titres qu'au Maroc (Coupe du Maroc en 2004 avec le FAR de Rabat et une deuxième division marocaine en 1998 avec le FUS Rabat).
Il décèdera le 5 décembre 2004, à Rabat, à la suite d'un accident de voiture. 

## Palmarès
- Coupe du Maroc de football
  - Vainqueur en 2004
- Championnat du Maroc de football
  - Vice-champion en 2004
- Championnat du Maroc de football D2
  - Champion en 1998
- Coupe d'Écosse de football
  - Finaliste en 2000
- Coupe de la ligue écossaise de football
  - Finaliste en 2000
- Tournoi Hassan II de football
  - Finaliste en 2000